# علي عبد الله موسى
علي عبد الله موسى هو تربوي ومسير سعودي. شغل عديد المناصب من بينها رئيساً لقسم التربية، ثم عميداً لكلية التربية بجامعة الملك خالد. أما دولياً، فقد تقلد مهمة أمين عام مؤسسة الفكر العربي ثم أمين عام المجلس الدولي للغة العربية.

## وصلات خارجية
- صفحة علي عبد الله موسى على موقع المجلس الدولي للغة العربية نسخة محفوظة 31 مارس 2020 على موقع واي باك مشين.